# Ferran Rella i Foro
Ferran Rella i Foro (Esterri d'Àneu, Pallars Sobirà, 1954) és un escriptor, docent i activista cultural català.
Es llicencià en filosofia i lletres (especialitzat en filologia catalana) a la Universitat Autònoma de Barcelona i des de 1993 és professor de llengua i literatura catalana a l'IES Màrius Torres de Lleida. Interessat pels temes pirinencs, des del 1983 ha realitzat una important tasca de recuperació, conservació, restitució i difusió del patrimoni cultural de la Vall d'Àneu a través de les revistes Àrnica i Nabius. És president del Consell Cultural de les Valls d'Àneu i de 2007 a 2011 fou director dels Serveis Territorials de Lleida del Departament de Cultura i Mitjans de Comunicació de la Generalitat de Catalunya. En 2015 va obtenir un dels Premis d'Actuació Cívica de la Fundació Lluís Carulla.

## Obres
- Itineraris turístics per les Valls d'Àneu (1988)
- L'economia de les Valls d'Àneu: la identitat d'un territori (1991)
- Les Valls d'Àneu (1993)
- El Pallars Sobirà (1994)
- El fons Corbera i les Valls d'Àneu (2002)
- El fons Tous i les Valls d'Àneu (2003)
- Viatge literari pel Pallars Sobirà (Editorial Proa, 2006)